# 배아복제
배아복제는 특정 장기로 분화가 일어나기 전인 배아줄기세포를 이용하여 특정한 조직을 만들고 이 조직으로 손상되거나 노화된 조직을 대체하는 과정을 말한다.
복제배아 줄기세포의 연구

## 복제배아의 줄기세포 추출에 대한 정의
배아란 난자와 정자의 수정 후 8주 이내의 세포로 각종 신체 기관으로 분화되기 전의 세포를 말한다.(8주 후부터의 세포는 태아라는 용어로 이를 대체한다.) 보통 배아복제에 쓰이는 배아는 정상적으로 난자와 정자가 수정한 세포가 아닌 체세포로 핵이 치환된 난자이다. 줄기세포는 간세포라고도 불리는 세포이며, 적절한 환경 하에서 여러 신체, 조직으로 분화 가능한(즉, 미분화된) 세포들을 가리키는 용어이다. 줄기세포에는 배아줄기세포, 성체줄기세포라는 하위 개념의 세포가 존재하며, 이때 배아줄기세포는 배아복제에 쓰이는 세포이다.
배아를 단순한 도구로서 치료제, 연구자재 등으로 정의하는 자들과 ‘잠재적으로 생명체가 될 능력을 가진 세포로서 잠재적인 생명체이다.’ 라고 정의하는 자들로 나뉘어 윤리적 갈등을 초래한다. 다음은 각각의 이익집단에 따른 견해이다.
찬성_ 인공수정 된 뒤 임신에 사용되지 않고 냉동상태에 있는 배아는 독립된 생명체로 볼 수 없다는 헌법재판소결정이 나왔다. 이 결정은 생명공학이 하루가 다르게 발전하고 있는 가운데 인간생명의 시작이 언제부터인지에 대한 최초의 헌법적 평가여서 의미가 있다. 특히 헌법재판소는 이 결정에서 배아생성자의 배아에 대한 결정권을 인정했고, 배아의 기본권 주체성을 부정해 인공수정배아가 연구목적으로 이용될 수 있는 가능성을 열어놨다.
위는 배아를 배아생산자의 소유물로 생각하는 대표적인 사례이다. 이러한 주장은 배아의 연구 목적 혹은 치료 목적으로 사용 가능하게 만들며, 이에 따라 여러 가지 이익을 얻을 수 있다. 우선 치료용으로 사용되는 배아는 심각한 장기 훼손 혹은 불치병(ex 척수 손상)에 의해 생명을 위협받는 환자들에게 건강한 장기를 생산, 제공함으로써 그들의 삶을 보장 할 수 있다.

## 결론은?
유도만능줄기세포의 연구를 통한 복제배아줄기세포 대체방안
배아줄기세포의 여러 윤리적 쟁점들에서 벗어나고자 이미 분화된 성체의 체세포를 다시 역분화하여 생산한 미분화세포를 환자의 치료에 이용하는 방법을 연구하는 것이 요즈음의 추세이다. 이러한 추세에 꼭 맞는 세포가 바로 유도만능줄기세포이다. 이는 여성 제공자의 난자를 필요로 하지 않고, 배아를 생명체로서 존중해야 하는가라는 윤리적 쟁점에서 벗어날 수 있다는 점에서 큰 장점을 가지고 있다.
하지만, 아직까지는 위험성이 있는 바이러스를 사용한다는 점에서 심도있게 연구하는 것에 문제가 있다. 

## 윤리적 문제는?

### 난자 제공자의 인권
배아줄기세포에 대한 연구를 진행시키기 위해서는 기증자로부터의 난자제공이 필수요건이다. 하지만 이러한 필수요건을 충족시키기에는 기증자의 신체적, 심리적 피해가 너무 크다. 연구에 필요한 난자를 제공받기 위해 이를 기증하기로 한(혹은 경제적 보상을 받은)여성 기증자는 배란 촉진제를 체내로 제공 받게 되는데 이는, 한 달에 한 번 배란한다는 여성의 기본적인 생체주기를 깨버리는 상당히 불안정한 주사액이다. 이 주사액을 맞게 되면 여성은 7~8개의 난자를 한 번에 난소에서 배출하게 된다. 이로 인해 여성은 난소 비대, 복통, 복부팽창, 불임 등의 후유증을 겪을 수 있다.

### 배아, 엇갈린 견해
배아를 단순한 도구로서 치료제, 연구자재 등으로 정의하는 자들과 잠재적으로 생명체가 될 능력을 가진 세포로서 잠재적인 생명체이다라고 정의하는 자들로 나뉘어 윤리적 갈등을 초래한다. 다음은 각각의 이익집단에 따른 견해이다.

#### 도구로서
인공수정된 뒤 임신에 사용되지 않고 냉동상태에 있는 배아는 독립된 생명체로 볼 수 없다는 헌법재판소결정이 나왔다. 이 결정은 생명공학이 하루가 다르게 발전하고 있는 가운데 인간생명의 시작이 언제부터인지에 대한 최초의 헌법적 평가여서 의미가 있다. 특히 헌재는 이 결정에서 배아생성자의 배아에 대한 결정권을 인정했고, 배아의 기본권 주체성을 부정해 인공수정배아가 연구목적으로 이용될 수 있는 가능성을 열어놨다.
위는 배아를 배아생산자의 소유물로 생각하는 대표적인 사례이다. 이러한 주장은 배아의 연구 목적 혹은 치료 목적으로 사용 가능하게 만들며, 이에 따라 여러 가지 이익을 얻을 수 있다. 우선 치료용으로 사용되는 배아는 심각한 장기 훼손 혹은 불치병(ex 척수 손상)에 의해 생명을 위협받는 환자들에게 튼튼한 장기를 생산, 제공함으로써 그들의 삶을 보장 할 수 있다. 하지만 이에 따라 만연하여지게 될 생명경시풍조 현상은 배아를 사용함으로써 얻는 이익 못지 않게 사회에 악영향을 줄 것이다.

#### 생명으로서
한국 천주교는 위와 같은 헌법재판소 판결에 대해 즉각 반대성명을 냈고, 학술대회 등을 통해 인간 생명의 존엄성을 강조하고 있다. 천주교회는 생명권이 어떤 실정법의 권리보다 우선되는 자연법이라고 말하고 있다. 인간 생명은 존재론적 질서의 최상위에 있어 모든 가치질서 중 가장 먼저 고려돼야 한다는 것이다. 교회는 인간의 발달 단계를 분리해서 존엄성을 인정하는 것은 심각한 윤리 문제를 일으키기 때문에 인간은 수정 순간부터 죽는 순간까지 동일한 생명권을 가진다고 가르치고 있는 것이다. 교회는 생명윤리법이 사용하고 있는 용어도 잘못됐다고 지적하고 있다. 현행 생명윤리법이 배아 '세포군'이라고 정의한 용어 자체를 '생명체'로 바꿔야 한다고 주장하고 있다.

## 현재의 추세는?

### 유도만능줄기세포(Induced Pluripotent stem cell)
배아줄기세포의 여러 윤리적 쟁점들에서 벗어나고자 이미 분화된 성체의 체세포를 다시 역분화하여 생산한 미분화세포를 환자의 치료에 이용하는 방법을 연구하는 것이 요즈음의 추세이다. 이러한 추세에 꼭 맞는 세포가 바로 유도만능줄기세포이다. 이는 여성 제공자의 난자를 필요로 하지 않고, 배아를 생명체로서 존중해야 하는가라는 윤리적 쟁점에서 벗어날 수 있다는 점에서 큰 장점을 가지고 있지만, 아직까지는 이를 심도있게 연구하기에는 큰 어려움이 있다.

## 같이 보기
- 황우석사건
- 생명 복제